# گرهارد هسنبرگ
گرهارد هسنبرگ (به آلمانی: Gerhard Hessenberg) (زاده ۱۶ اوت ۱۸۷۴ در فرانکفورت - درگذشته ۱۶ نوامبر ۱۹۲۵ در برلین) ریاضیدان اهل آلمان بود.

## زندگی و کارنامه
او تحصیلاتش را در استراسبورگ و برلین انجام داد و در سال ۱۸۹۹ تحت سرپرستی لاتساروس فوکس درجه دکتری را دریافت کرد. در ۱۹۰۱ درجه شایستگی را در دانشگاه فنی برلین دریافت کرد و در ۱۹۰۷ در دانشکده کشاورزی دانشگاه بن استخدام شد. در سال ۱۹۱۰ به دانشگاه فنی برسلاو رفت و در ۱۹۱۹ در دانشگاه توبینگن سرگرم کار شد.
زمینه پژوهشی هسنبرگ هندسه دیفرانسیل و بنیان‌های هندسه بود. او دستگاه اصل موضوعی برای هندسه بیضوی پروراند. همچنین کارهای هسنبرگ در زمینه هندسه تصویری نامبردار است و از آن میان این قضیه مشهور او که در یک صفحه که در آن اصول موضوع وقوع هندسه تصویری برقرار باشد قضیه دوسارگ نتیجه‌ای از قضیه پاپوس است.
هسنبرگ همچنین به نظریه مجموعه ها پرداخت و در اینجا قضیه‌ای که امروزه به نام خود او قضیه هسنبرگ خوانده می‌شود نامدار است. این قضیه می‌گوید که اگر {\displaystyle a} یک عدد اصلی نامتناهی باشد آنگاه {\displaystyle a^{n}=a} . در نظریه مجموعه‌ها همچنین عملگرهایی که به نام او عملگر هسنبرگ خوانده می‌شوند مشهور هستند.